# مبین دهقان
مبین دهقان (زادهٔ ۲۰ شهریور ۱۳۸۴) بازیکن فوتبال تبریزی اهل ایران است که در پست هافبک دفاعی برای باشگاه فوتبال الوحده امارات در لیگ برتر امارات بازی می‌کند.